# Pierre Alexis Pierron
Pierre-Alexis Pierron (Champlitte, Haute-Saône, 17 de julio de 1814 - Charmoilles, Haute-Marne, 30 de noviembre de 1878), humanista, helenista, latinista e historiador de la literatura clásica grecolatina francés.

## Biografía
Pierron fue alumno del colegio de Langres (1828) y luego de la Escuela Normal Superior (1834). Agregado en letras en 1837, llegó a ser profesor de esa misma escuela y luego de retórica en el Liceo Saint-Louis y en el Colegio Louis-le-Grand de París.

## Obras
Es principalmente autor de una voluminosa Histoire de la littérature grecque (1850) y de una Histoire de la littérature romaine (1852), obras numerosas veces reeditadas y traducidas al español por Marcial Busquets. Vertió la Metafísica de Aristóteles al francés en 1840, lo que le dio gran renombre, el Teatro de Esquilo (1841), las Meditaciones de Marco Aurelio (1843), las Vidas paralelas de Plutarco (1843-1854) y las Moralia del mismo autor (1847), siempre al francés. También publicó L'Iliade d'Homère, texte grec revu et corrigé... précédé d'une introduction... (Paris: Lib. de L. Hachette et Cie, 1869) y luego preparó también el texto de la Odisea, también de Homero (1875). Escribió además un ensayo sobre Voltaire (Voltaire et ses maîtres, 1866) así como numerosos manuales pedagógicos de lenguas muertas y "llaves" de autores grecolatinos, como La clef d'Homère (1855) y La clef de Virgile (1855, también). Bajo el pseudónimo de Capitaine Jorasse publicó además una novela: Hautecombe, chef-d'oeuvre en 12 feuilletons (1861).